# Lüderitz (bei Stendal)
Lüderitz (bei Stendal) este o comună din landul Saxonia-Anhalt, Germania.